# Hotel Pennsylvania

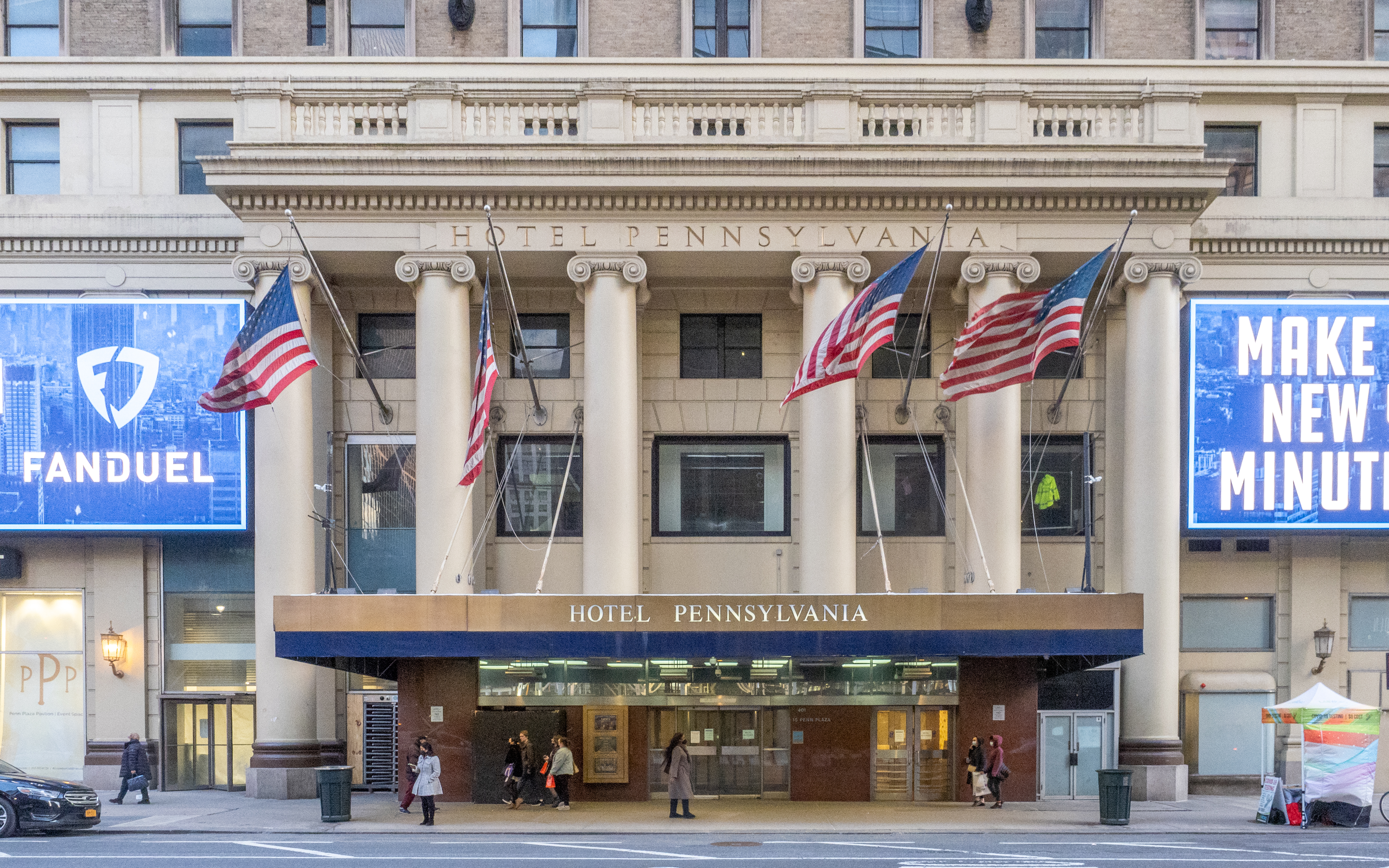
Eingangsportal des Hotel Pennsylvania an der 7th Avenue gegenüber der Penn Station (2022)

Das Hotel Pennsylvania in New York City galt bei seiner Eröffnung im Jahr 1919 als größtes Hotel der Welt. Es befand sich in Midtown Manhattan an der 7th Avenue gegenüber der New York Pennsylvania Station und dem Madison Square Garden. Das Gebäude belegte die westliche Hälfte des Häuserblocks zwischen West 32nd Street und West 33rd Street. Es wurde im Jahr 2020 geschlossen und bis 2023 abgerissen.

## Geschichte

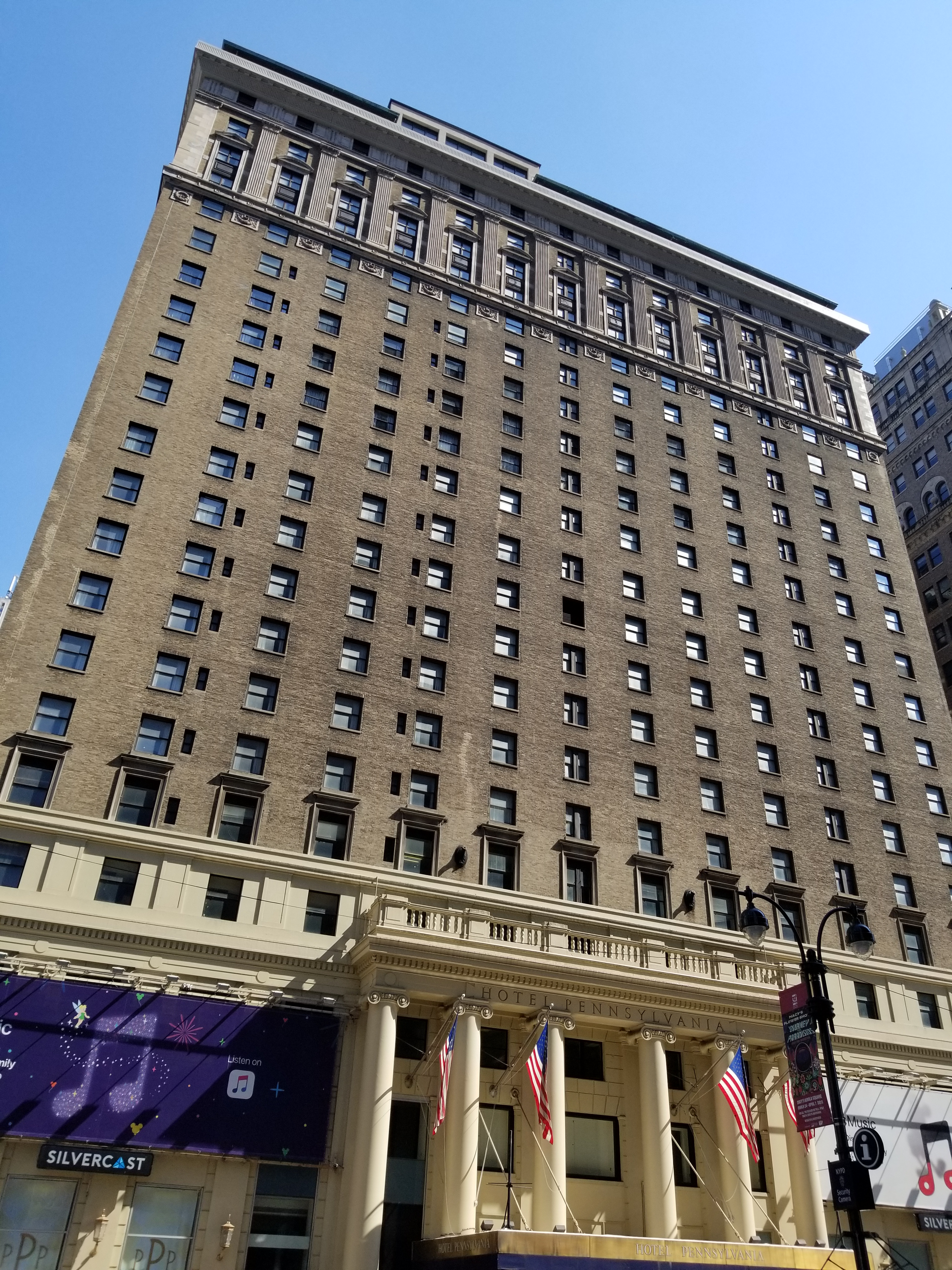
Westfassade des Hotels an der 7th Avenue (2019)

Das Hotel Pennsylvania wurde von der Eisenbahngesellschaft Pennsylvania Railroad geplant und gebaut und von der Hotelkette Statler Hotels betrieben. Es wurde am 25. Januar 1919 eröffnet und verfügte damals über 2200 Hotelzimmer mit Bad. Zu diesem Zeitpunkt war es das größte Hotel der Welt. Die ausführende Architekturfirma McKim, Mead, and White hatte neben dem Hotel auch den gegenüberliegenden Bahnhof gebaut, dessen monumentales oberirdisches Bahnhofsgebäude im Beaux-Arts-Stil jedoch 1963 abgerissen wurde, um das Grundstück gewerblich zu verwerten und Platz für den Bau des vierten Madison Square Garden zu schaffen.
Das Hotel vollzog einige Namenswechsel: 1948 wurde es von der Firma Statler Hotels, die ab Baubeginn beteiligt war, in „Hotel Statler“ umbenannt. Nachdem die Hotelkette Hilton Hotels alle 17 Statler-Hotels gekauft hatte, erhielt das Hotel 1954 den Namen „The Statler Hilton“, den es bis in die 1980er Jahre behielt. Hilton verkaufte das Hotel an Dunfey Hotels, eine Hotelfirma der Fluggesellschaft Aer Lingus, und es wurde wieder in „The New York Statler“ zurückbenannt. Nachdem Penta Hotels 1984 das Gebäude erworben hatte, änderte man den Namen in „The New York Penta“ um. Nachdem Penta das Hotel 1992 verkaufte, erhielt es wieder seinen ursprünglichen Namen Hotel Pennsylvania. Der Besitzer bis 2023 war der Immobilien-Treuhandfonds Vornado Realty Trust.
Erste Pläne für den Abriss des Hotels, das einem Bürogebäude weichen soll, wurden im Februar 2013 durch Vornado zunächst wieder fallen gelassen. Im Mai 2021 wurden Reisende, die bereits über eine bestätigte Buchung verfügten, darüber informiert, dass das Hotel nach der COVID-19-Pandemie nicht wieder öffnen würde. Laut Verlautbarungen durch Vornado würde es trotz bereits teilweise durchgeführter Renovierungen keine Zukunft für das Hotel Pennsylvania geben. Bürgerinitiativen kämpften weiter erfolglos gegen den Abriss.
Im Januar 2022 begannen die Abrissarbeiten am Hotel Pennsylvania. Bis Juni 2023 wurden alle Stockwerke oberhalb des Sockels abgebrochen und der Abriss sollte bis Juli vollendet sein. Im Spätsommer 2023 war der Abriss beendet. Auf dem Grundstück ist der Bau des Wolkenkratzers PENN 15 geplant, den Vornado mit Stand 2024 erneut zurückgestellt hat.

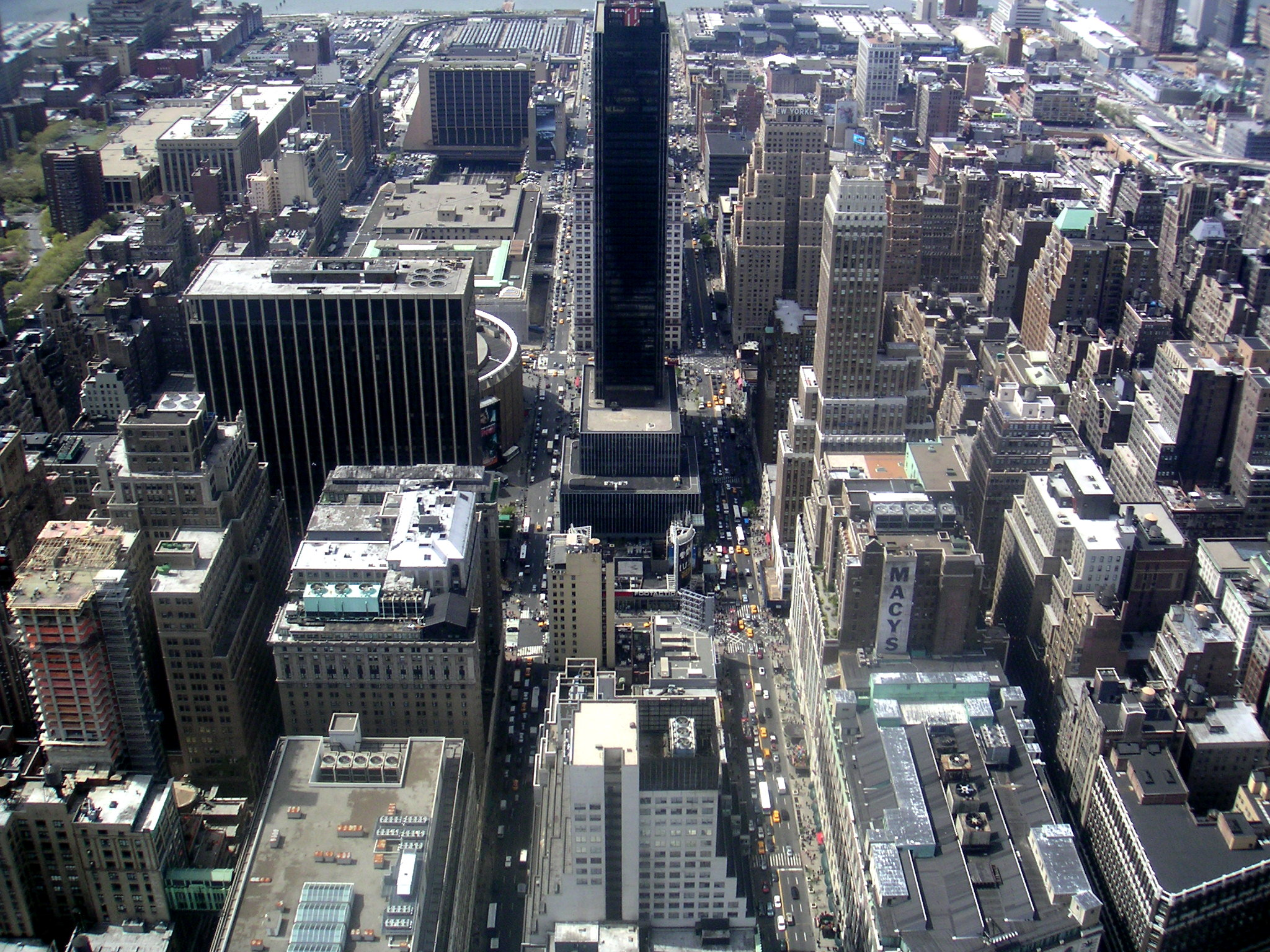
Blick vom Empire State Building (2006): Zentral oben Schmalseite des One Penn Plaza, links davor Hotel Pennsylvania
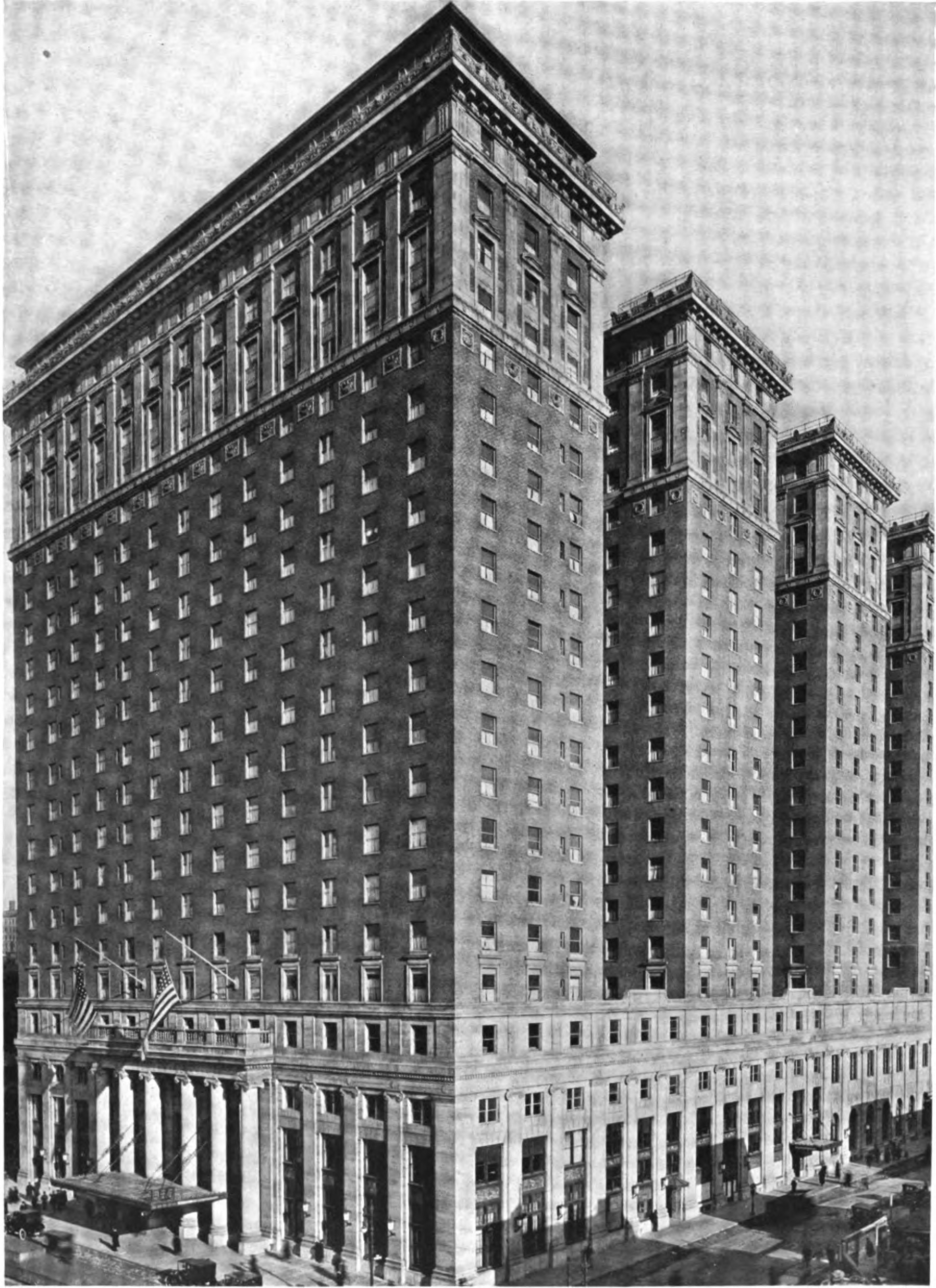
Über Sockelgeschossen öffneten sich vier Gebäudeflügel Richtung West 32nd Street (ca. 1919)
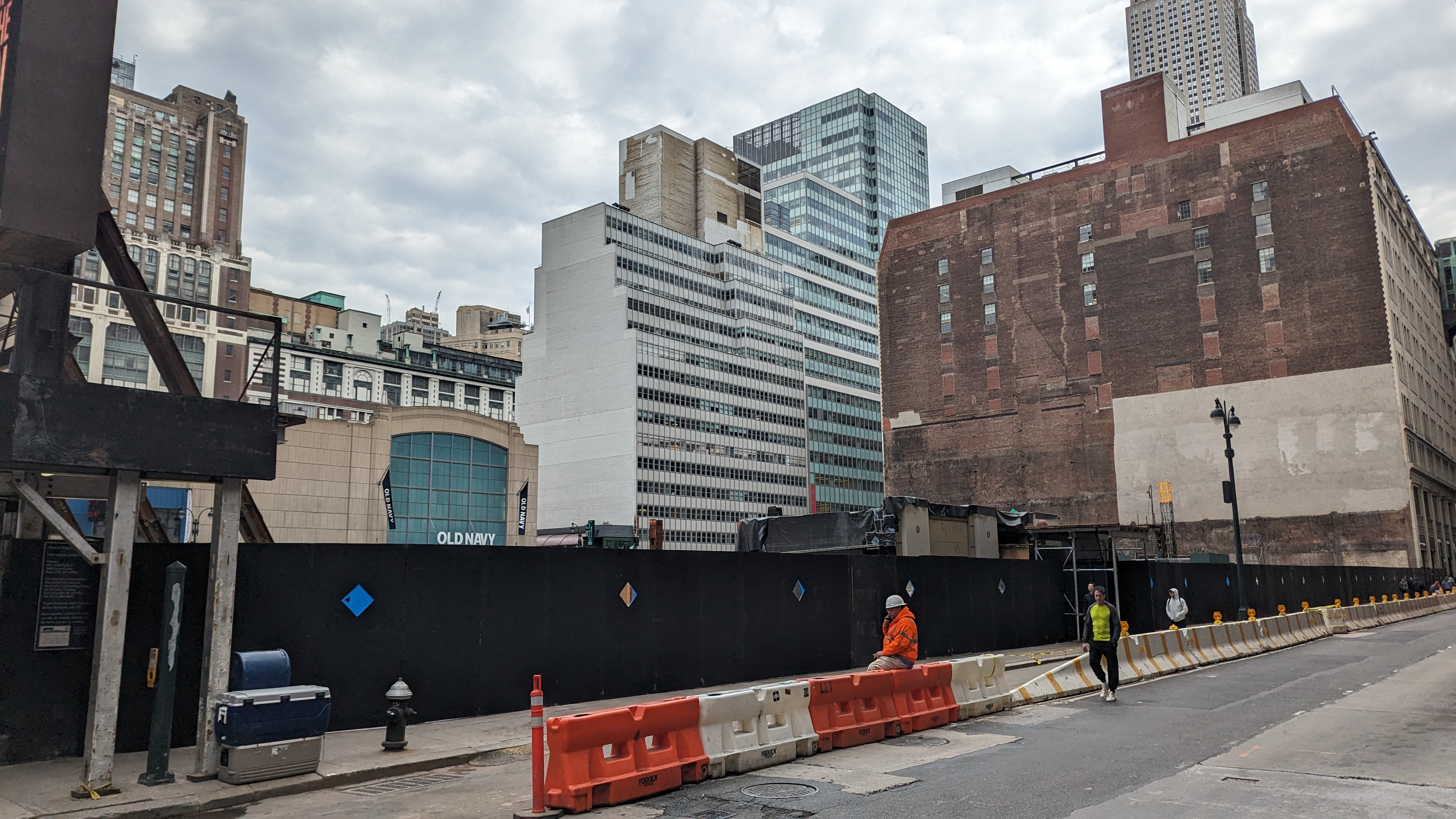
Beräumtes Grundstück, freier Blick von West 32nd zur West 33rd Street (2023)

## In der Populärkultur
Der Song Pennsylvania 6-5000 bezieht sich auf die damalige Telefonnummer des Hotels und wurde in der 1940 veröffentlichten Fassung von Glenn Miller und seinem Big-Band-Orchester ein Klassiker des Swing-Jazz und der populären Musik. Glenn Miller and His Orchestra waren einer von zahlreichen namhaften Acts der Swing-Ära der 1930er und 1940er Jahre, die im großen Veranstaltungssaal des Hotels, The Café Rouge, auftraten und dabei live im Rundfunk übertragen bzw. für Schallplatten-Veröffentlichungen aufgezeichnet wurden.
Der Charakter Statler aus der Muppet Show ist nach dem Hotel in dessen Zeit als „Statler Hilton“ benannt. Die Satireshow The Opposition mit Jordan Klepper auf dem Kanal Comedy Central wurde im Hotel aufgezeichnet.